# スワーヴダンサー
スワーヴダンサー (Suave Dancer) はアメリカ合衆国で生産され、フランスで調教を受けた競走馬および種牡馬。ジョッケクルブ賞（フランスダービー）、凱旋門賞などに勝利した。スアーヴダンサーと表記されることもある。

## デビュー前
当初はあまり評価の高い馬ではなく、1989年のキーンランドセールで僅か4万5千ドルという安値で取引されている。

## 戦歴
1990年11月のダゴア賞でデビューし3着。1991年4月に初勝利を挙げると続くグレフュール賞で初重賞制覇。リュパン賞2着を挟んでジョッケクルブ賞（フランスダービー）に出走し、後の凱旋門賞馬スボーティカに4馬身差をつけ快勝している。次走アイリッシュダービーではイギリスダービーを5馬身差で圧勝したジェネラスとの3歳頂上対決に注目が集まったが、ジェネラスに3馬身差をつけられての2着に敗れている。アイリッシュチャンピオンステークスに楽勝し臨んだ凱旋門賞では、アイリッシュダービーで敗れたジェネラスが8着に沈むのを尻目に2馬身差で快勝した。
この年のカルティエ賞最優秀3歳牡馬の選出はジェネラスとスワーヴダンサーとの間で難航したが、最終的にはスワーヴダンサーが選ばれている。
1992年は5月のガネー賞から始動したが3着に敗れ、レース後に故障が判明し引退した。

## 競走成績
- 1990年（1戦0勝）
- 1991年（7戦5勝）
  - ジョッケクルブ賞 (G1) 、アイリッシュチャンピオンステークス (G1) 、凱旋門賞 (G1) 、グレフュール賞 (G2)
- 1992年（1戦0勝）

## 引退後
引退後は種牡馬となり、日本に輸出予定もあったが、1998年にシャトル種牡馬として供用されていたオーストラリアで落雷にあい急死した。

### 主な産駒
- コンプトンアドミラル (Compton Admiral) - エクリプスステークス
- ヴォルヴォレッタ (Volvoreta) - ヴェルメイユ賞
- エグゼキュート (Execute) - ガネー賞
- マートゥーム (Mahtoum) - シドニーカップ

## 血統表
| スワーヴダンサーの血統ニジンスキー系（ノーザンダンサー系） / Princequillo5×4=9.38% | スワーヴダンサーの血統ニジンスキー系（ノーザンダンサー系） / Princequillo5×4=9.38% | スワーヴダンサーの血統ニジンスキー系（ノーザンダンサー系） / Princequillo5×4=9.38% | （血統表の出典）    | （血統表の出典） |
| 父 Green Dancer 1972 鹿毛                                                          | 父の父Nijinsky II 1967 鹿毛                                                        | Northern Dancer                                                                    | Nearctic            | Nearctic         |
| 父 Green Dancer 1972 鹿毛                                                          | 父の父Nijinsky II 1967 鹿毛                                                        | Northern Dancer                                                                    | Natalma             |                  |
| 父 Green Dancer 1972 鹿毛                                                          | 父の父Nijinsky II 1967 鹿毛                                                        | Flaming Page                                                                       | Bull Page           | Bull Page        |
| 父 Green Dancer 1972 鹿毛                                                          | 父の父Nijinsky II 1967 鹿毛                                                        | Flaming Page                                                                       | Flaring Top         |                  |
| 父 Green Dancer 1972 鹿毛                                                          | 父の母Green Valley 1967 黒鹿毛                                                     | Val de Loir                                                                        | Vieux Manoir        | Vieux Manoir     |
| 父 Green Dancer 1972 鹿毛                                                          | 父の母Green Valley 1967 黒鹿毛                                                     | Val de Loir                                                                        | Vali                |                  |
| 父 Green Dancer 1972 鹿毛                                                          | 父の母Green Valley 1967 黒鹿毛                                                     | Sly Pola                                                                           | Spy Song            | Spy Song         |
| 父 Green Dancer 1972 鹿毛                                                          | 父の母Green Valley 1967 黒鹿毛                                                     | Sly Pola                                                                           | Ampola              |                  |
| 母 Suavite 1981 鹿毛                                                               | 母の父Alleged 1974 鹿毛                                                            | Hoist the Flag                                                                     | Tom Rolfe           | Tom Rolfe        |
| 母 Suavite 1981 鹿毛                                                               | 母の父Alleged 1974 鹿毛                                                            | Hoist the Flag                                                                     | Wavy Navy           |                  |
| 母 Suavite 1981 鹿毛                                                               | 母の父Alleged 1974 鹿毛                                                            | Princess Pout                                                                      | Prince John         | Prince John      |
| 母 Suavite 1981 鹿毛                                                               | 母の父Alleged 1974 鹿毛                                                            | Princess Pout                                                                      | Determined Lady     |                  |
| 母 Suavite 1981 鹿毛                                                               | 母の母Guinevere's Folly 1976 鹿毛                                                  | Round Table                                                                        | Princequillo        | Princequillo     |
| 母 Suavite 1981 鹿毛                                                               | 母の母Guinevere's Folly 1976 鹿毛                                                  | Round Table                                                                        | Knight's Daughter   |                  |
| 母 Suavite 1981 鹿毛                                                               | 母の母Guinevere's Folly 1976 鹿毛                                                  | Lodge                                                                              | *ボールドラッド     | *ボールドラッド  |
| 母 Suavite 1981 鹿毛                                                               | 母の母Guinevere's Folly 1976 鹿毛                                                  | Lodge                                                                              | Little Hut F-No.4-r |                  |